# Ivo Scapolo
Ivo Scapolo (Terrassa Padovana, 24 luglio 1953) è un arcivescovo cattolico e diplomatico italiano, dal 26 marzo 2002 arcivescovo titolare di Tagaste.

## Biografia
Ivo Scapolo è nato il 24 luglio 1953 a Terrassa Padovana, provincia e diocesi di Padova, in Veneto.

### Ministero sacerdotale
Dopo aver scelto di seguire la vocazione al sacerdozio, si è iscritto in seminario. Ha ricevuto l'ordinazione sacerdotale il 4 giugno 1978 a Padova, per imposizione delle mani di Girolamo Bartolomeo Bortignon, O.F.M.Cap., vescovo di Padova; si è incardinato come presbitero della medesima diocesi.
Dopo aver conseguito il dottorato in diritto canonico, il 1º maggio 1984 è entrato nel servizio diplomatico della Santa Sede come consigliere di nunziatura venendo inviato prima in Angola, poi in Portogallo e negli Stati Uniti d'America. Successivamente è stato chiamato a lavorare nella Sezione per i rapporti con gli Stati della Segreteria di Stato della Santa Sede.

### Ministero episcopale
Il 26 marzo 2002 papa Giovanni Paolo II lo ha nominato nunzio apostolico in Bolivia, succedendo a Józef Wesołowski, trasferito a capo delle nunziature in Kazakistan, Kirghizistan, Tagikistan ed Uzbekistan il 16 febbraio precedente; contestualmente gli è stata assegnata la sede titolare di Tagaste con dignità di arcivescovo titolare, a titolo personale. Ha ricevuto la consacrazione episcopale il 12 maggio seguente, presso la Cattedrale di Santa Maria Assunta a Padova, per imposizione delle mani del cardinale Angelo Sodano, segretario di Stato di Sua Santità, assistito dai co-consacranti Antonio Mattiazzo, arcivescovo-vescovo di Padova, ed Oscar Rizzato, arcivescovo titolare di Viruno ed elemosiniere di Sua Santità. Come suo motto episcopale ha scelto Ante omnia caritas, che tradotto vuol dire "Prima di tutto l'amore".
Il 17 gennaio 2008 papa Benedetto XVI lo ha trasferito nunzio apostolico in Ruanda; è succeduto ad Anselmo Guido Pecorari, nominato nunzio in Uruguay.

#### Nunzio in Cile
Il 15 luglio 2011 papa Benedetto XVI lo ha trasferito a capo della nunziatura apostolica in Cile; è succeduto a Giuseppe Pinto, nominato nunzio nelle Filippine il 10 maggio precedente.
Ha avuto un ruolo importante nella questione degli abusi sessuali che, a seguito di un'indagine vaticana, ha portato alle dimissioni in massa di tutta la gerarchia ecclesiastica cilena, un evento mai accaduto prima. Molte vittime di tali abusi hanno affermato che mons. Scapolo abbia impedito che le loro accuse fossero ascoltate; uno di loro, Juan Carlos Cruz, si è lamentato del fatto che Scapolo non abbia mai incontrato vittime di abusi e lo ha descritto come "un uomo cieco, che non ha mai sentito le vittime o mostrato interesse per loro".
Nel 2015 ha sostenuto la nomina di Juan de la Cruz Barros Madrid a vescovo di Osorno, asserendo che nessuna informazione era stata nascosta alle autorità vaticane. Tuttavia, padre Sergio Perez de Arce, che papa Francesco ha nominato amministratore apostolico di San Bartolome de Chillán come parte della sua riforma della gerarchia cilena, ha dichiarato che Scapolo "non è stato e non sarà la persona con la sensibilità e competenze necessarie per sostenere una chiesa in crisi come quella cilena".
L'11 marzo 2018, all'insediamento del presidente cileno Sebastián Piñera, la Santa Sede era rappresentata sia mons. Scapolo che da Nicola Girasoli, nunzio apostolico in Perù, che il giornale La Tercera ha letto come segnale della posizione precaria del nunzio in Cile e di una sua caduta in disgrazia.
Ha ricevuto critiche in Cile per le controverse nomine dei vescovi, tra cui mons. Madrid, ed il suo controverso legame con padre Fernando Karadima, dimesso dallo stato clericale per abusi sessuali e di potere il 27 settembre 2018; alcune presunte vittime hanno affermato che mons. Madrid era presente durante gli atti sessuali di Karadima, con una che ha persino affermato di avervi partecipato.
Riguardo a questo scandalo di abusi sessuali, ha affermato che è stato "doloroso vedere una realtà di abusi nella Chiesa" e che "dovremmo tutti provare rabbia, dolore e vergogna se qualcuno commettesse un abuso, ancora di più se contro un minore, e inoltre se fosse commesso da una persona che, come il sacerdote, ha una responsabilità speciale ".
Dopo il viaggio apostolico di papa Francesco in Cile, svoltosi dal 15 al 18 gennaio 2018, Scapolo ha ammesso di aver affrontato "una valanga di denunce, petizioni e reclami" e che pensa di aver "fatto ciò che è stato umanamente possibile per affrontarla. Ho cercato di agire secondo verità, giustizia e carità".
Nella stessa intervista, ha parlato dell'importanza del ruolo delle donne nella Chiesa cattolica affermando che debba essere rivisto e rianalizzato valorizzando il loro grande contributo alle comunità cristiane, come ha potuto osservare dalla sua esperienza e dal tempo trascorso in Cile. A sostegno di ciò ha anche analizzato come la Chiesa sia nata proprio quando la Vergine Maria ha detto "sì" e quindi si aspettava che si riflettesse sul ruolo e sulla responsabilità della donna nella Chiesa cattolica.

#### Nunzio in Portogallo
Il 29 agosto 2019 papa Francesco lo ha nominato nunzio apostolico in Portogallo; è succeduto al settantacinquenne Rino Passigato, dimissionario per raggiunti limiti d'età.
La nomina è stata accolta positivamente dalla Conferenza Episcopale Portoghese, che ha augurato al nuovo nunzio "un fecondo ministero pastorale come rappresentante della Santa Sede presso la Chiesa in Portogallo e nelle relazioni diplomatiche con lo Stato portoghese". In una nota inviata all'agenzia di stampa cattolica portoghese, ECCLESIA, l'episcopato portoghese ha espresso anche l'auspicio che mons. Scapolo eserciti i suoi doveri di "Uomo di Dio, di Chiesa, di zelo apostolico, di riconciliazione, del Papa, di iniziativa, obbedienza, preghiera, carità attiva, umiltà".
Il 23 maggio 2025 papa Leone XIV ha accolto la sua rinuncia dall'ufficio. 

## Genealogia episcopale e successione apostolica
La genealogia episcopale è:
- Cardinale Scipione Rebiba
- Cardinale Giulio Antonio Santori
- Cardinale Girolamo Bernerio, O.P.
- Arcivescovo Galeazzo Sanvitale
- Cardinale Ludovico Ludovisi
- Cardinale Luigi Caetani
- Cardinale Ulderico Carpegna
- Cardinale Paluzzo Paluzzi Altieri degli Albertoni
- Papa Benedetto XIII
- Papa Benedetto XIV
- Papa Clemente XIII
- Cardinale Marcantonio Colonna
- Cardinale Giacinto Sigismondo Gerdil, B.
- Cardinale Giulio Maria della Somaglia
- Cardinale Carlo Odescalchi, S.I.
- Vescovo Eugène de Mazenod, O.M.I.
- Cardinale Joseph Hippolyte Guibert, O.M.I.
- Cardinale François-Marie-Benjamin Richard de la Vergne
- Cardinale Pietro Gasparri
- Cardinale Clemente Micara
- Cardinale Antonio Samorè
- Cardinale Angelo Sodano
- Arcivescovo Ivo Scapolo

La successione apostolica è:
- Vescovo Krzysztof Białasik Wawrowska, S.V.D. (2005)
- Cardinale Celestino Aós Braco, O.F.M.Cap. (2014)